# Yunnanosaurus
Yunnanosaurus ("reptil de Yunnan") es un género con 3 especies de dinosaurios, sauropodomorfos, masospondílidos, que vivieron a principios del período Jurásico, hace desde 199 a 183 millones de años, desde el Sinemuriense al Pliensbachiense, en lo que hoy es Asia. La especie tipo fue descrita en 1942 con el nombre de Yunnanosaurus huangi por Yang Zhongjian, conocido como C.C. Young en Occidente por aquel entonces. En 1951 describió una segunda especie, Yunnanosaurus robustus, y en 2007, Lu et al., nombraron a la tercera especie Yunnanosaurus youngi.

## Descripción

Tamaño de Y. huangi (verde claro) y Y. youngi (verde oscuro) con un humano.

Yunnanosaurus fue un sauropodomorfo que se desplazaba en cuatro patas pero podía erguirse sobre sus patas traseras. Poseía dientes más avanzados que los demás sauropodomorfos de la misma época. Estos tenían forma de cuchara similar a la de los saurópodos posteriores. Dichas similitudes no son pruebas de una cercanía filogenética entre los géneros, sino que más bien son un ejemplo de convergencia evolutiva. Las especies tenían gran diferencia de tamaño, 12 metros para Y. youngi contra 7 metros Y. hangi.
Había más de sesenta dientes en forma de cuchara en las mandíbulas de Yunnanosaurus, y eran únicos entre los primeros sauropodomorfos en que sus dientes se autoafilaban porque "se desgastaban unos contra otros mientras el animal se alimentaba". Los científicos consideran que estos dientes son avanzados en comparación con otros primeros sauropodomorfos, ya que comparten características con los saurópodos. Sin embargo, los investigadores no consideran que Yunnanosaurus esté especialmente cerca de los saurópodos en filogenia porque las partes restantes del cuerpo del animal tienen un diseño claramente "prosaurópodo". Esta diferencia crítica implica que la similitud en la dentición entre Yunnanosaurus y saurópodos podría ser un ejemplo de evolución convergente.

## Descubrimiento e investigación

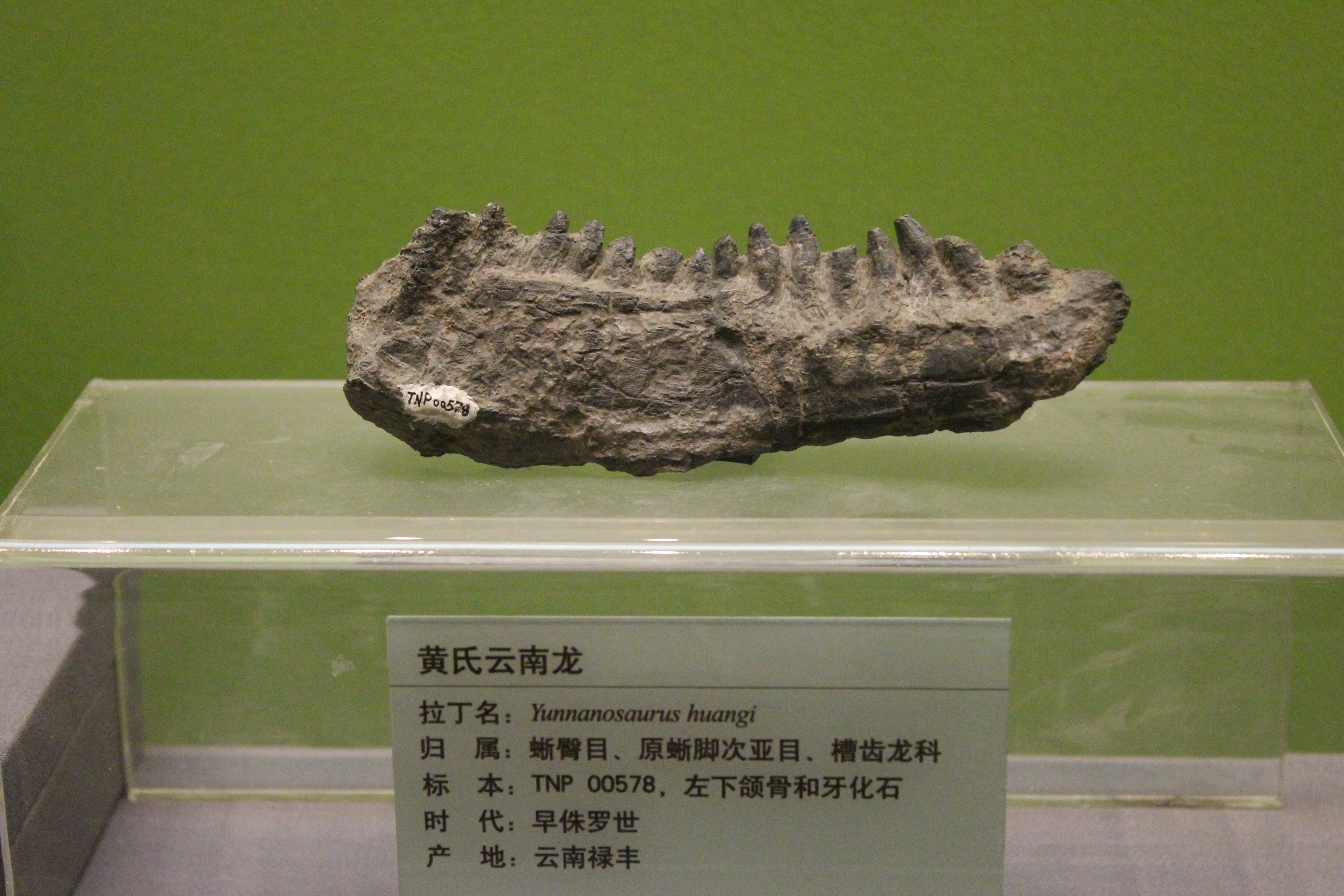
Mandíbula fósil, Museo de Historia Natural de Tianjin

Sus Fósiles fueron encontrados en la provincia China de Yunnan, en sedimentos de la Formación Lufeng.  La  especie tipo, Y. huangi, fue nombrada por Yang Zhongjian en 1942, y se creó la familia Yunnanosauridae para contenerlo. Young luego en 1951 nombró una segunda especie, Y. robustus, que había sido incluida en la  especie tipo hasta 2013. La confusión se debió que los primeros ejemplares eran individuos juveniles, mientras que los Y. robustus ya habían completado su desarrollo. En 2007, Lu et al.  describieron otra especie de Yunnanosaurus, Y. youngi, en honor a C. C. Young, que además de varias diferencias esqueléticas era significativamente más larga y reciente que la especie tipo.

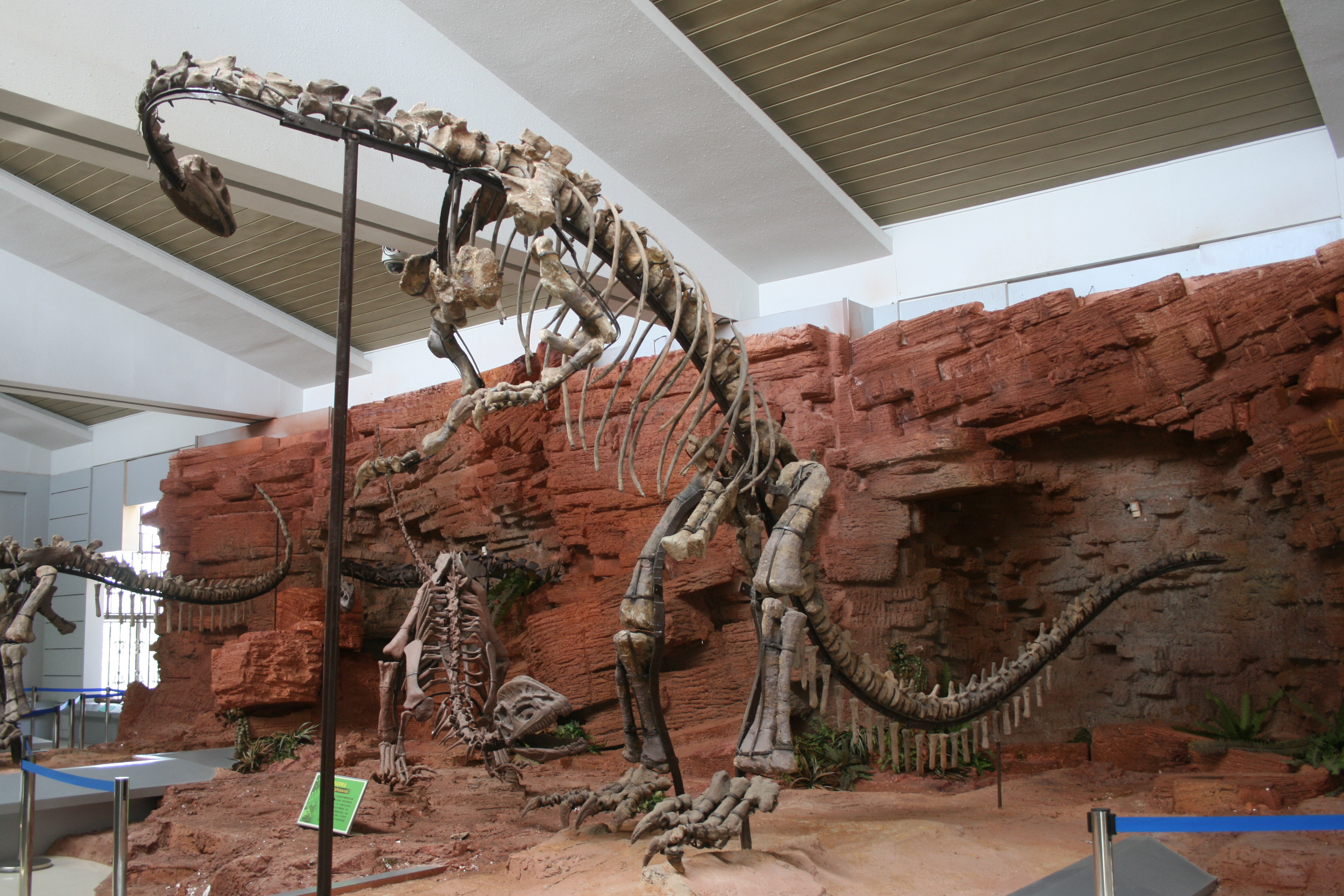
Esqueletos reconstruidos de Yunnanosaurus y Sinosaurus, Museo de la ciudad de Kunming

Yang Zhongjian, conocido como C. C. Young en occidente, descubrió los primeros esqueletos de Yunnanosaurus en el miembro superior de Zhangjiawa de la Formación Lufeng de Yunnan, China, que data de la etapa Sinemurense del Jurásico temprano. El lecho fósil encontrado estaba compuesto por más de 20 esqueletos incompletos, incluidos dos cráneos, fue excavado por Tsun Yi Wang. Estos restos fueron la base para las especies Y. huangi, la especie tipo, y Y. robustus. El nombre específico de la especie tipo honra a Huang Chiching, llamado "T. K. Huang", el director del Servicio Geológico Nacional de China. Yang también nombró una segunda especie, Y. robustus, años más tarde en 1951, pero desde entonces había sido incluida en la especie tipo. La confusión en la clasificación surgió debido a que los primeros especímenes de Y. huangi eran individuos juveniles mientras que los especímenes de Y. robustus representaban adultos completamente desarrollados. En 2013, Sekiya et al. describió el descubrimiento de un individuo juvenil que fue asignado a la segunda especie. Considerado un ejemplar juvenil debido a la presencia de un arco neural no fusionado y una textura superficial de hueso largo que está finamente acanalada. El espécimen ZMNH-M8739 consta de material craneal parcial y un esqueleto poscraneal casi completo. Este individuo posee una dentición característica que sugiere un mecanismo de alimentación potencialmente único, como lo demuestra una faceta de desgaste diente a diente en sus dientes mesiales maxilares y dentarios, y dientes maxilares que tienen aserraduras gruesas. La comparación de este espécimen juvenil con especímenes adultos de Y. huangi revela cambios de crecimiento muy distintivos, lo que lleva a separa nuevamente las especies.
En 2007, Lü Junchang y sus colegas describieron otra especie, Y. youngi, llamada así en honor a C. C. Young. Además de varias diferencias esqueléticas era significativamente más grande. El espécimen holotipo CXMVZA 185 consta de diez vértebras cervicales, catorce vértebras dorsales, tres vértebras sacras fusionadas , diecisiete vértebras caudales , ambos huesos púbicos, ambos isquiones y el ilion derecho. El cráneo de esta especie no se conoce.
El espécimen tipo de Y. youngi fue recuperado en la localidad de Banqing Houshanliangzi de la Formación Fengjiahe, que anteriormente se pensaba que era de la Formación Zhanghe, en el condado de Yuanmou de la provincia de Yunnan, China, datada del Sinemuriense, hace 199 millones de años. El espécimen holotipo de Y. youngi se recolectó en el año 2000 en sedimentos terrestres depositados durante la etapa Pliensbachiense del período Jurásico temprano, hace aproximadamente 191 a 183 millones de años. Dicho espécimen se encuentra en la colección del Museo Chuxiong.

## Clasificación
La especie tipo, Y. huangi, fue nombrada por CC Young en 1942, quien erigió la familia Yunnanosauridae para contenerla, aunque la familia actualmente comprende solo este género y, a veces, Jingshanosaurus. Yunnanosaurus había sido asignado a varios taxones a lo largo de los años, incluidos Thecodontosauridae y Plateosauridae, pero un análisis filogenético más reciente realizado por Novas et al. de 2011 muestra que este género es parte del taxón Massopoda en un clado con Anchisaurus y Jingshanosaurus. Apaldetti et al. en ese mismo año también encontraron que Yunnanosaurus pertenecía a Massopoda, pero consideró que este género era más primitivo que Jingshanosaurus y Anchisaurus.

### Filogenia
Cladograma de plateosauria basado en el análisis filogenético, realizado por Novas et al. del 2011, el paréntesis rojo identifica a los miembros del grupo "Prosauropoda".
|  | Jaklapallisaurus         |
|  |                          |
|  | Unaysaurus               |
|  |                          |
|  | Plateosaurus engelhardti |
|  |                          |
|  | Plateosaurus gracilis    |
|  |                          |
|  | Gresslyosaurus ingens    |
|  |                          |

|  | Eucnemesaurus |
|  |               |
|  | Riojasaurus   |
|  |               |

|  | Coloradisaurus                                                   |
|  |                                                                  |
|  | \| \| Lufengosaurus \| \| \| \| \| \| Glacialisaurus \| \| \| \| |
|  |                                                                  |
|  | Lufengosaurus                                                    |
|  |                                                                  |
|  | Glacialisaurus                                                   |
|  |                                                                  |

|  | Lufengosaurus  |
|  |                |
|  | Glacialisaurus |
|  |                |

|  | Coloradisaurus                                                   |
|  |                                                                  |
|  | \| \| Lufengosaurus \| \| \| \| \| \| Glacialisaurus \| \| \| \| |
|  |                                                                  |
|  | Lufengosaurus                                                    |
|  |                                                                  |
|  | Glacialisaurus                                                   |
|  |                                                                  |

|  | Lufengosaurus  |
|  |                |
|  | Glacialisaurus |
|  |                |

|  | Yunnanosaurus                                                |
|  |                                                              |
|  | Jingshanosaurus                                              |
|  |                                                              |
|  | Anchisaurus                                                  |
|  |                                                              |
|  | \| \| Melanorosaurus \| \| \| \| \| \| Sauropoda \| \| \| \| |
|  |                                                              |
|  | Melanorosaurus                                               |
|  |                                                              |
|  | Sauropoda                                                    |
|  |                                                              |

|  | Melanorosaurus |
|  |                |
|  | Sauropoda      |
|  |                |

|  | Coloradisaurus                                                   |
|  |                                                                  |
|  | \| \| Lufengosaurus \| \| \| \| \| \| Glacialisaurus \| \| \| \| |
|  |                                                                  |
|  | Lufengosaurus                                                    |
|  |                                                                  |
|  | Glacialisaurus                                                   |
|  |                                                                  |

|  | Lufengosaurus  |
|  |                |
|  | Glacialisaurus |
|  |                |

|  | Coloradisaurus                                                   |
|  |                                                                  |
|  | \| \| Lufengosaurus \| \| \| \| \| \| Glacialisaurus \| \| \| \| |
|  |                                                                  |
|  | Lufengosaurus                                                    |
|  |                                                                  |
|  | Glacialisaurus                                                   |
|  |                                                                  |

|  | Lufengosaurus  |
|  |                |
|  | Glacialisaurus |
|  |                |

|  | Yunnanosaurus                                                |
|  |                                                              |
|  | Jingshanosaurus                                              |
|  |                                                              |
|  | Anchisaurus                                                  |
|  |                                                              |
|  | \| \| Melanorosaurus \| \| \| \| \| \| Sauropoda \| \| \| \| |
|  |                                                              |
|  | Melanorosaurus                                               |
|  |                                                              |
|  | Sauropoda                                                    |
|  |                                                              |

|  | Melanorosaurus |
|  |                |
|  | Sauropoda      |
|  |                |

|  | Eucnemesaurus |
|  |               |
|  | Riojasaurus   |
|  |               |

|  | Coloradisaurus                                                   |
|  |                                                                  |
|  | \| \| Lufengosaurus \| \| \| \| \| \| Glacialisaurus \| \| \| \| |
|  |                                                                  |
|  | Lufengosaurus                                                    |
|  |                                                                  |
|  | Glacialisaurus                                                   |
|  |                                                                  |

|  | Lufengosaurus  |
|  |                |
|  | Glacialisaurus |
|  |                |

|  | Coloradisaurus                                                   |
|  |                                                                  |
|  | \| \| Lufengosaurus \| \| \| \| \| \| Glacialisaurus \| \| \| \| |
|  |                                                                  |
|  | Lufengosaurus                                                    |
|  |                                                                  |
|  | Glacialisaurus                                                   |
|  |                                                                  |

|  | Lufengosaurus  |
|  |                |
|  | Glacialisaurus |
|  |                |

|  | Yunnanosaurus                                                |
|  |                                                              |
|  | Jingshanosaurus                                              |
|  |                                                              |
|  | Anchisaurus                                                  |
|  |                                                              |
|  | \| \| Melanorosaurus \| \| \| \| \| \| Sauropoda \| \| \| \| |
|  |                                                              |
|  | Melanorosaurus                                               |
|  |                                                              |
|  | Sauropoda                                                    |
|  |                                                              |

|  | Melanorosaurus |
|  |                |
|  | Sauropoda      |
|  |                |

|  | Coloradisaurus                                                   |
|  |                                                                  |
|  | \| \| Lufengosaurus \| \| \| \| \| \| Glacialisaurus \| \| \| \| |
|  |                                                                  |
|  | Lufengosaurus                                                    |
|  |                                                                  |
|  | Glacialisaurus                                                   |
|  |                                                                  |

|  | Lufengosaurus  |
|  |                |
|  | Glacialisaurus |
|  |                |

|  | Coloradisaurus                                                   |
|  |                                                                  |
|  | \| \| Lufengosaurus \| \| \| \| \| \| Glacialisaurus \| \| \| \| |
|  |                                                                  |
|  | Lufengosaurus                                                    |
|  |                                                                  |
|  | Glacialisaurus                                                   |
|  |                                                                  |

|  | Lufengosaurus  |
|  |                |
|  | Glacialisaurus |
|  |                |

|  | Yunnanosaurus                                                |
|  |                                                              |
|  | Jingshanosaurus                                              |
|  |                                                              |
|  | Anchisaurus                                                  |
|  |                                                              |
|  | \| \| Melanorosaurus \| \| \| \| \| \| Sauropoda \| \| \| \| |
|  |                                                              |
|  | Melanorosaurus                                               |
|  |                                                              |
|  | Sauropoda                                                    |
|  |                                                              |

|  | Melanorosaurus |
|  |                |
|  | Sauropoda      |
|  |                |

|  | Jaklapallisaurus         |
|  |                          |
|  | Unaysaurus               |
|  |                          |
|  | Plateosaurus engelhardti |
|  |                          |
|  | Plateosaurus gracilis    |
|  |                          |
|  | Gresslyosaurus ingens    |
|  |                          |

|  | Eucnemesaurus |
|  |               |
|  | Riojasaurus   |
|  |               |

|  | Coloradisaurus                                                   |
|  |                                                                  |
|  | \| \| Lufengosaurus \| \| \| \| \| \| Glacialisaurus \| \| \| \| |
|  |                                                                  |
|  | Lufengosaurus                                                    |
|  |                                                                  |
|  | Glacialisaurus                                                   |
|  |                                                                  |

|  | Lufengosaurus  |
|  |                |
|  | Glacialisaurus |
|  |                |

|  | Coloradisaurus                                                   |
|  |                                                                  |
|  | \| \| Lufengosaurus \| \| \| \| \| \| Glacialisaurus \| \| \| \| |
|  |                                                                  |
|  | Lufengosaurus                                                    |
|  |                                                                  |
|  | Glacialisaurus                                                   |
|  |                                                                  |

|  | Lufengosaurus  |
|  |                |
|  | Glacialisaurus |
|  |                |

|  | Yunnanosaurus                                                |
|  |                                                              |
|  | Jingshanosaurus                                              |
|  |                                                              |
|  | Anchisaurus                                                  |
|  |                                                              |
|  | \| \| Melanorosaurus \| \| \| \| \| \| Sauropoda \| \| \| \| |
|  |                                                              |
|  | Melanorosaurus                                               |
|  |                                                              |
|  | Sauropoda                                                    |
|  |                                                              |

|  | Melanorosaurus |
|  |                |
|  | Sauropoda      |
|  |                |

|  | Coloradisaurus                                                   |
|  |                                                                  |
|  | \| \| Lufengosaurus \| \| \| \| \| \| Glacialisaurus \| \| \| \| |
|  |                                                                  |
|  | Lufengosaurus                                                    |
|  |                                                                  |
|  | Glacialisaurus                                                   |
|  |                                                                  |

|  | Lufengosaurus  |
|  |                |
|  | Glacialisaurus |
|  |                |

|  | Coloradisaurus                                                   |
|  |                                                                  |
|  | \| \| Lufengosaurus \| \| \| \| \| \| Glacialisaurus \| \| \| \| |
|  |                                                                  |
|  | Lufengosaurus                                                    |
|  |                                                                  |
|  | Glacialisaurus                                                   |
|  |                                                                  |

|  | Lufengosaurus  |
|  |                |
|  | Glacialisaurus |
|  |                |

|  | Yunnanosaurus                                                |
|  |                                                              |
|  | Jingshanosaurus                                              |
|  |                                                              |
|  | Anchisaurus                                                  |
|  |                                                              |
|  | \| \| Melanorosaurus \| \| \| \| \| \| Sauropoda \| \| \| \| |
|  |                                                              |
|  | Melanorosaurus                                               |
|  |                                                              |
|  | Sauropoda                                                    |
|  |                                                              |

|  | Melanorosaurus |
|  |                |
|  | Sauropoda      |
|  |                |

|  | Eucnemesaurus |
|  |               |
|  | Riojasaurus   |
|  |               |

|  | Coloradisaurus                                                   |
|  |                                                                  |
|  | \| \| Lufengosaurus \| \| \| \| \| \| Glacialisaurus \| \| \| \| |
|  |                                                                  |
|  | Lufengosaurus                                                    |
|  |                                                                  |
|  | Glacialisaurus                                                   |
|  |                                                                  |

|  | Lufengosaurus  |
|  |                |
|  | Glacialisaurus |
|  |                |

|  | Coloradisaurus                                                   |
|  |                                                                  |
|  | \| \| Lufengosaurus \| \| \| \| \| \| Glacialisaurus \| \| \| \| |
|  |                                                                  |
|  | Lufengosaurus                                                    |
|  |                                                                  |
|  | Glacialisaurus                                                   |
|  |                                                                  |

|  | Lufengosaurus  |
|  |                |
|  | Glacialisaurus |
|  |                |

|  | Yunnanosaurus                                                |
|  |                                                              |
|  | Jingshanosaurus                                              |
|  |                                                              |
|  | Anchisaurus                                                  |
|  |                                                              |
|  | \| \| Melanorosaurus \| \| \| \| \| \| Sauropoda \| \| \| \| |
|  |                                                              |
|  | Melanorosaurus                                               |
|  |                                                              |
|  | Sauropoda                                                    |
|  |                                                              |

|  | Melanorosaurus |
|  |                |
|  | Sauropoda      |
|  |                |

|  | Coloradisaurus                                                   |
|  |                                                                  |
|  | \| \| Lufengosaurus \| \| \| \| \| \| Glacialisaurus \| \| \| \| |
|  |                                                                  |
|  | Lufengosaurus                                                    |
|  |                                                                  |
|  | Glacialisaurus                                                   |
|  |                                                                  |

|  | Lufengosaurus  |
|  |                |
|  | Glacialisaurus |
|  |                |

|  | Coloradisaurus                                                   |
|  |                                                                  |
|  | \| \| Lufengosaurus \| \| \| \| \| \| Glacialisaurus \| \| \| \| |
|  |                                                                  |
|  | Lufengosaurus                                                    |
|  |                                                                  |
|  | Glacialisaurus                                                   |
|  |                                                                  |

|  | Lufengosaurus  |
|  |                |
|  | Glacialisaurus |
|  |                |

|  | Yunnanosaurus                                                |
|  |                                                              |
|  | Jingshanosaurus                                              |
|  |                                                              |
|  | Anchisaurus                                                  |
|  |                                                              |
|  | \| \| Melanorosaurus \| \| \| \| \| \| Sauropoda \| \| \| \| |
|  |                                                              |
|  | Melanorosaurus                                               |
|  |                                                              |
|  | Sauropoda                                                    |
|  |                                                              |

|  | Melanorosaurus |
|  |                |
|  | Sauropoda      |
|  |                |